# جائزة جنوب إفريقيا الكبرى 1969
جائزة جنوب أفريقيا الكبرى 1969 هو سباق فورمولا 1 أقيم بتاريخ 1 مارس 1969 في خاوتينغ، جنوب أفريقيا. كان الأول من أصل 11 في بطولة العالم لسباقات الفورمولا واحد موسم 1969. حلّ البريطاني جاكي ستيورات أولا بينما جاء البريطاني غراهام هيل في المركز الثاني وحصل على المركز الثالث النيوزلندي ديني هولم.